# Amel Ćosić
Amel Ćosić (* 19. November 1989 in Zavidovići, Jugoslawien) ist ein ehemaliger luxemburgischer Fußballspieler.

## Karriere

### Verein
Heimatverein von Ćosić ist der FC Wiltz 71. Dort schaffte er im Sommer 2006 als 17-Jähriger den Sprung in die erste Mannschaft. Zur Saison 2017/18 wechselte er dann weiter zum FC Blue Boys Muhlenbach. Mit den Blue Boys schaffte er 2019 den Aufstieg in die BGL Ligue, woran er mit 12 Saisontoren maßgeblich beteiligt war. Im Sommer 2020 unterschrieb er dann einen Vertrag beim Viertligisten Green Boys Harlingen/Tarchamps, wo er gleichzeitig als Co-Trainer fungierte. Diesen verließ er in der Winterpause der Saison 2021/22 wieder und schloss sich der Reservemannschaft des FC Wiltz 71 an. Doch schon nach einem halben Jahr kehrte er wieder als spielender Co-Trainer nach Harlingen zurück. Seit dem Sommer 2023 ist Ćosić ohne Verein, daher ist von einem Karriereende des Stürmers auszugehen.

### Nationalmannschaft
Im Februar 2010 wurde Ćosić erstmals für die luxemburgische U-21-Auswahl nominiert und kam am 2. März 2010 im Qualifikationsspiel zur Europameisterschaft 2011 gegen Bosnien-Herzegowina (0:1) zu seinem Debüt. Am 4. Juni 2010 wurde er dann beim Freundschaftsspiel der A-Nationalmannschaft gegen die Färöer (0:0) in der 77. Minute für Joël Kitenge eingewechselt.